# Joseph Crovetto
Joseph Marius Crovetto (ur. 17 grudnia 1889 w Monako, zm. 27 marca 1964 tamże) – monakijski gimnastyk, olimpijczyk. Brał udział w igrzyskach w latach 1920 w Antwerpii. Nie zdobył żadnych medali.

## Wyniki olimpijskie

### Letnie Igrzyska Olimpijskie 1920
| Konkurencja            | Punkty | Miejsce |
| ---------------------- | ------ | ------- |
| Wielobój indywidualnie | 74,10  | 22.     |